# أيفيند كريستوفر إريكسن
أيفيند كريستوفر إريكسن هو سياسي نرويجي، ولد في 18 نوفمبر 1893، وتوفي في 8 أغسطس 1949. نشط حزبياً في حزب العمال. وقد انتخب عضو برلمان النرويج ‏ عن دائرة فستفولد ‏ وقد انضم خلال فترته النيابية ‏ (1945 – 8 أغسطس 1949) للكتلة البرلمانية حزب العمال.